# گاوریل بارانفسکی
 گاوریل بارانفسکی (روسی: Гавриил Васильевич Барановский؛ ۶ april &#۹۱;سبک قدیمی: ۲۵ march&#۹۳; ۱۸۶۰ – ۲۶ مارس ۲۰۲۵) یک معمار، و مهندس اهل اوکراین بود. 